# Scaphyglottis
Scaphyglottis – rodzaj roślin z rodziny storczykowatych (Orchidaceae). Obejmuje 78 gatunków występujących w Ameryce Północnej, Środkowej i Południowej w takich krajachiregionach jak: Belize, Boliwia, Brazylia, Kolumbia, Kostaryka, Kuba, Dominikana, Ekwador, Salwador, Gujana Francuska, Gwatemala, Gujana, Honduras, Leeward Islands, Meksyk, Nikaragua, Panama, Peru, Portoryko, Surinam, Trynidad i Tobago, Wenezuela, Windward Islands.

## Systematyka
Rodzaj sklasyfikowany do podplemienia Laeliinae w plemieniu Epidendreae, podrodzina epidendronowe (Epidendroideae), rodzina storczykowate (Orchidaceae), rząd szparagowce (Asparagales) w obrębie roślin jednoliściennych.
Wykaz gatunków
- Scaphyglottis acostae (Schltr.) C.Schweinf.
- Scaphyglottis amparoana (Schltr.) Dressler
- Scaphyglottis arctata (Dressler) B.R.Adams
- Scaphyglottis atwoodii Dressler
- Scaphyglottis aurea (Rchb.f.) Foldats
- Scaphyglottis baudoana Szlach. & Kolan.
- Scaphyglottis behrii (Rchb.f.) Benth. & Hook.f. ex Hemsl.
- Scaphyglottis bicallosa Dressler
- Scaphyglottis bicornis (Lindl.) Garay
- Scaphyglottis bidentata (Lindl.) Dressler
- Scaphyglottis bifida (Rchb.f.) C.Schweinf.
- Scaphyglottis bilineata (Rchb.f.) Schltr.
- Scaphyglottis boliviensis (Rolfe) B.R.Adams
- Scaphyglottis brasiliensis (Schltr.) Dressler
- Scaphyglottis caquetana Szlach. & Kolan.
- Scaphyglottis caricalensis (Kraenzl.) Correll
- Scaphyglottis cernua Dressler
- Scaphyglottis chlorantha B.R.Adams
- Scaphyglottis chocoana I.Bock
- Scaphyglottis clavata Dressler
- Scaphyglottis cobanensis Archila, Szlach. & S.Nowak
- Scaphyglottis condorana Dodson
- Scaphyglottis conferta (Ruiz & Pav.) Poepp. & Endl.
- Scaphyglottis confusa (Schltr.) Ames & Correll
- Scaphyglottis corallorrhiza (Ames) Ames, F.T.Hubb. & C.Schweinf.
- Scaphyglottis coriacea (L.O.Williams) Dressler
- Scaphyglottis crurigera (Bateman ex Lindl.) Ames & Correll
- Scaphyglottis cuniculata (Schltr.) Dressler
- Scaphyglottis dariensis Kolan.
- Scaphyglottis densa (Schltr.) B.R.Adams
- Scaphyglottis dunstervillei (Garay) Foldats
- Scaphyglottis emarginata (Garay) Dressler
- Scaphyglottis fasciculata Hook.
- Scaphyglottis felskyi (Rchb.f.) Schltr.
- Scaphyglottis filifolius Szlach. & Kolan.
- Scaphyglottis fusiformis (Griseb.) R.E.Schult.
- Scaphyglottis geminata Dressler & Mora-Ret.
- Scaphyglottis gentryi Dodson & Monsalve
- Scaphyglottis gigantea Dressler
- Scaphyglottis graminifolia (Ruiz & Pav.) Poepp. & Endl.
- Scaphyglottis grandiflora Ames & C.Schweinf.
- Scaphyglottis hirtzii Dodson
- Scaphyglottis hondurensis (Ames) L.O.Williams
- Scaphyglottis imbricata (Lindl.) Dressler
- Scaphyglottis jimenezii Schltr.
- Scaphyglottis laevilabium Ames
- Scaphyglottis leucantha Rchb.f.
- Scaphyglottis limonensis B.R.Adams
- Scaphyglottis lindeniana (A.Rich. & Galeotti) L.O.Williams
- Scaphyglottis livida (Lindl.) Schltr.
- Scaphyglottis longicaulis S.Watson
- Scaphyglottis mesocopis (Endrés & Rchb.f.) Benth. & Hook.f. ex Hemsl.
- Scaphyglottis michelangeliorum Carnevali & Steyerm.
- Scaphyglottis micrantha (Lindl.) Ames & Correll
- Scaphyglottis minutiflora Ames & Correll
- Scaphyglottis modesta (Rchb.f.) Schltr.
- Scaphyglottis monspirrae Dressler
- Scaphyglottis obtusisepala Szlach. & Kolan.
- Scaphyglottis pachybulbon (Schltr.) Dressler
- Scaphyglottis panamensis B.R.Adams
- Scaphyglottis prolifera (R.Br.) Cogn.
- Scaphyglottis propinqua C.Schweinf.
- Scaphyglottis pulchella (Schltr.) L.O.Williams
- Scaphyglottis punctulata (Rchb.f.) C.Schweinf.
- Scaphyglottis rangelii Szlach. & Kolan.
- Scaphyglottis reflexa Lindl.
- Scaphyglottis robusta B.R.Adams
- Scaphyglottis sessiliflora B.R.Adams
- Scaphyglottis sickii Pabst
- Scaphyglottis sigmoidea (Ames & C.Schweinf.) B.R.Adams
- Scaphyglottis spathulata C.Schweinf.
- Scaphyglottis stellata Lodd. ex Lindl.
- Scaphyglottis subulata Schltr.
- Scaphyglottis summersii L.O.Williams
- Scaphyglottis tenella L.O.Williams
- Scaphyglottis tenuis L.O.Williams
- Scaphyglottis triloba B.R.Adams
- Scaphyglottis truncata Archila & Chiron